# Saint-Mathieu-du-Parc
Saint-Mathieu-du-Parc è un comune del Canada, situato nella provincia del Québec, nella regione di Mauricie.